# Višneva
Višneva (in bielorusso: Ві́шнева; in russo: Ви́шнево, traslitt. Wiszniew; in polacco: Wiszniew; in yiddish: ווישנעווע, traslitt. Vishneve) è una località della Bielorussia, situata nel distretto di Valožyn della regione di Minsk, non lontano dal confine con la Lituania.

## Toponomastica
Il villaggio, come tutte le località bielorusse del resto, è noto storicamente con diversi nomi a causa delle turbolente vicende che hanno caratterizzato la regione nel corso dei secoli. Oltre al toponimo bielorusso infatti la località è nota anche col nome russo di Višnevo, in uso durante il periodo zarista, nell'Unione Sovietica e tuttora, accanto a quello bielorusso; è chiamata inoltre Wiszniew in polacco, lingua ufficiale ai tempi della Confederazione polacco-lituana e della Seconda Repubblica di Polonia, cui la località appartenne. Data la grandezza della popolazione ebraica del villaggio fino all'Olocausto, è conosciuto anche come ווישנעווע (Vishneve) in yiddish.

## Storia

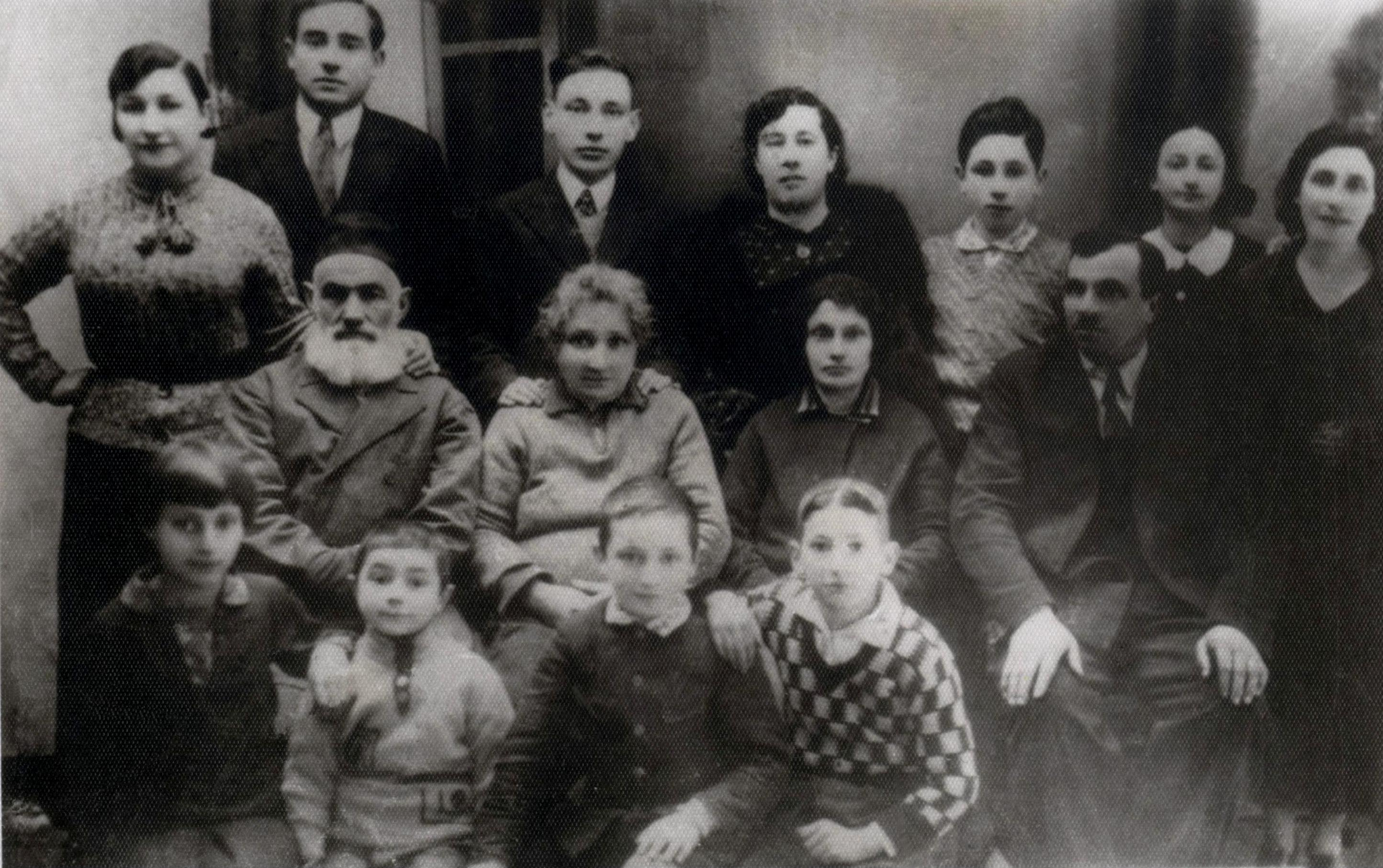
Shimon Peres (in piedi, terzo da destra) con la sua famiglia, c. 1930

Già parte del Granducato di Lituania e poi della Confederazione polacco-lituana, dal 1795 fino al termine della prima guerra mondiale appartenne all'Impero russo. Nel 1907 contava una popolazione di 2.650 abitanti di cui 1.863 ebrei. 
Durante la seconda guerra mondiale, i tedeschi stabilirono il Ghetto di Vishnyeva che contava 1.100 uomini, donne e bambini ebrei. I nazisti e i loro collaboratori locali li bruciarono tutti vivi nella sinagoga lignea del paese il 22 settembre 1942. Fra quelli uccisi quel giorno fu il nonno di Shimon Peres, futuro presidente dello Stato d'Israele. 
Oltre a Shimon Peres, altri personaggi famosi nati a Vishnyeva sono Yehoshua Rabinovitz, Ministro delle Finanze dello Stato d'Israele e sindaco di Tel Aviv, e Nahum Goldmann, fondatore e presidente del Congresso ebraico mondiale.
Il villaggio conserva ancora un cimitero ebraico. Sono presenti inoltre una chiesa cattolica del 1641 e una ortodossa del 1865.